# Xysticus apertus
Xysticus apertus là một loài nhện trong họ Thomisidae.
Loài này thuộc chi Xysticus. Xysticus apertus được Richard C. Banks miêu tả năm 1898.